# VfL Kulm
Der VfL Kulm war während des Zweiten Weltkriegs ein deutscher Sportverein aus der Stadt Chełmno (dt. Kulm) im besetzten Polen.

## Geschichte
Der VfL trat in der Saison 1940/41 in der 1. Klasse Danzig-Westpreußen innerhalb des Bezirks 3 Bromberg im  Kreis Schwetz an. In der Saison 1943/44 trat die Mannschaft dann in der Kreisgruppe Bromberg/Thorn an und belegte dort am Ende nach vier gespielten Spielen und 5:3 Punkten den zweiten Tabellenplatz. Trotzdem konnte die Mannschaft dann in der Saison 1944/45 an der Gauliga Danzig-Westpreußen teilnehmen. In der Gauklasse Staffel IV Bromberg wurde dann aber gar kein Spielbetrieb mehr angefangen.
Durch die Kapitulation des Deutschen Reichs am Ende des Zweiten Weltkriegs fiel Chełmno bzw. Kulm zurück an Polen. Der Verein wurde aufgelöst.